# ادویه‌سود کردن

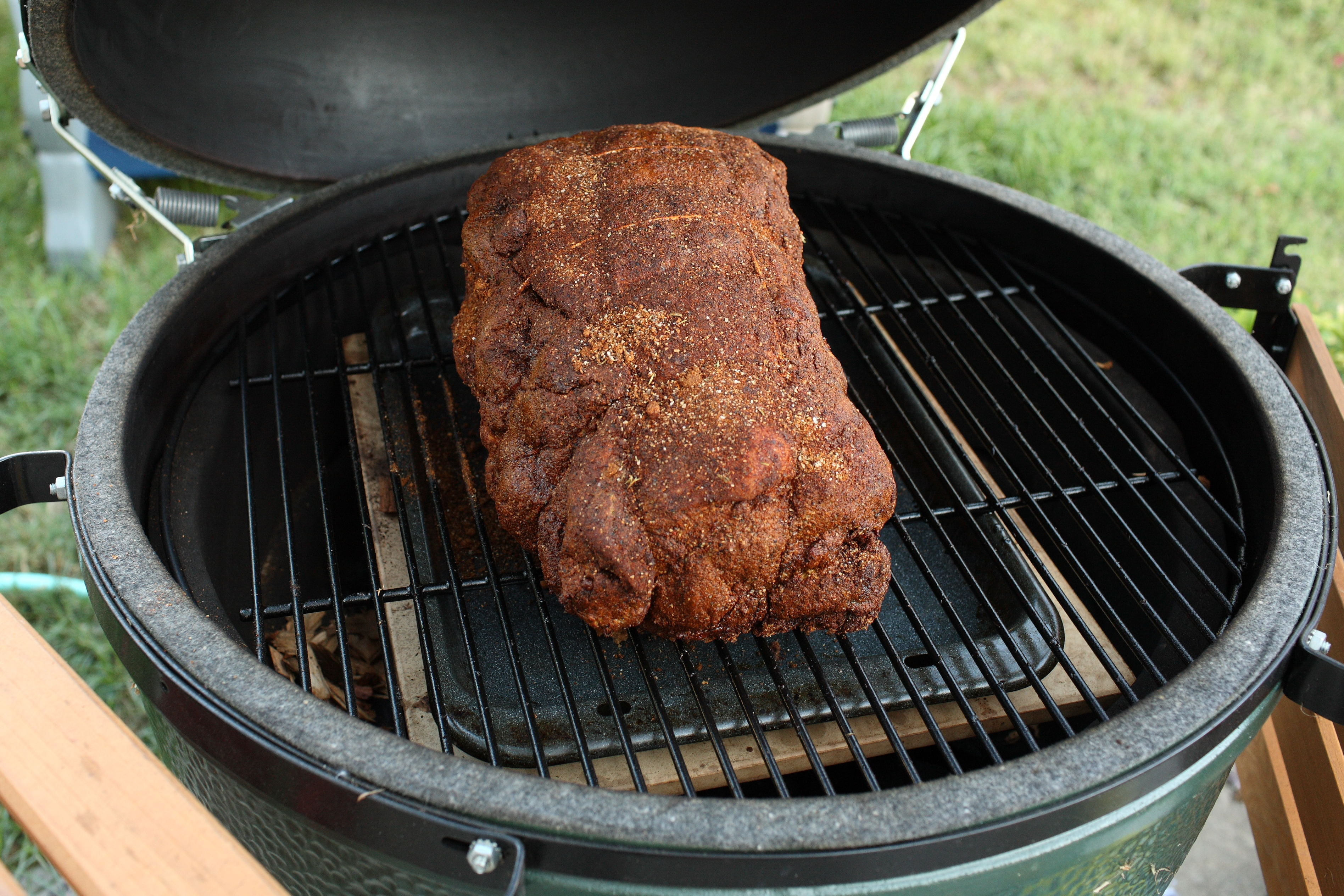

ادویه‌سود کردن به هر ترکیبی از ادویه‌جات آسیاب شده گفته می‌شود که بر روی مواد غذایی خام قبل از پختن آن‌ها سوده یا مالیده می‌شود. ادویه‌سود کردن یک لایه از ادویه‌جات بر روی مواد غذایی ایجاد می‌کند. در این روش مواد غذایی می‌تواند برای مدت زمانی در مواد مورد استفاده خوابانده شود تا طعم دهنده‌ها با مواد غذایی ترکیب گردند یا بلافاصله بعد از ادویه‌سود کردن طبخ شوند. ادویه‌جات در این روش معمولاً به‌صورت درشت آسیاب می‌شوند. در این روش ممکن است علاوه بر ادویه‌جات از نمک برای طعم دهندگی و از شکر برای کارامل کردن (به انگلیسی: Caramelization) استفاده شود. یکی از ساده‌ترین روشهای ادویه‌سود کردن استفاده از فلفل سیاه آسیاب شده به‌صورت درشت در مزه‌دار کردن استیک است.
ادویه‌جات مورد استفاده در این روش می‌توانند ترکیبی از سبزیجات، سیر له‌شده یا روغن باشند که به اصطلاح به خمیر درست شده اضافه می‌گردند. در بعضی روشهای آشپزی ادویه‌جات یا خمیر مورد استفاده در  ادویه‌سود کردن به‌طور کلی یا جزئی قبل از طبخ از روی مواد غذایی برداشته ‌می‌شود.